# Copa de la UEFA 1975-1976
La Copa de la UEFA 1975–76 fou guanyada pel Liverpool FC, que va derrotar el Club Brugge en la final a doble partit per un global de 4-3.

## Primera ronda
| Equip 1                  | Global | Equip 2                  | Anada | Tornada |
| ------------------------ | ------ | ------------------------ | ----- | ------- |
| MSV Duisburg             | 10–3   | Enosis Neon Paralimni FC | 7–1   | 3–2     |
| Glentoran FC             | 1–14   | Ajax Amsterdam           | 1–6   | 0–8     |
| Grasshopper-Club Zürich  | 4–4(c) | Reial Societat           | 3–3   | 1–1     |
| PAOK FC                  | 2–6    | FC Barcelona             | 1–0   | 1–6     |
| AIK                      | 1–2    | FC Spartak Moscou        | 1–1   | 0–1     |
| R. Antwerp FC            | 5–1    | Aston Villa FC           | 4–1   | 1–0     |
| FC Bohemians Praha       | 2–3    | Budapest Honvéd FC       | 1–2   | 1–1     |
| FC Carl Zeiss Jena       | 4–0    | Olympique Marseille      | 3–0   | 1–0     |
| FC Universitatea Craiova | 2–4    | Estrella Roja de Belgrad | 1–3   | 1–1     |
| Everton FC               | 0–1    | AC Milan                 | 0–0   | 0–1     |
| Feyenoord Rotterdam      | 1–4    | Ipswich Town FC          | 1–2   | 0–2     |
| GAIS                     | 4–5    | Slask Wroclaw            | 2–1   | 2–4     |
| Hertha BSC Berlin        | 6–2    | HJK Helsinki             | 4–1   | 2–1     |
| Hibernian FC             | 2–3    | Liverpool FC             | 1–0   | 1–3     |
| Holbaek B&I              | 1–3    | Stal Mielec              | 0–1   | 1–2     |
| 1. FC Köln               | 5–2    | Boldklubben 1903         | 2–0   | 3–2(pr) |
| Olympique de Lió         | 4–6    | Club Brugge              | 4–3   | 0–3     |
| Molde F.K.               | 1–6    | Östers IF                | 1–0   | 0–6     |
| ASA Târgu Mureş          | 3–6    | Dynamo Dresden           | 2–2   | 1–4     |
| FC Chornomorets Odessa   | 1–3    | S.S. Lazio               | 1–0   | 0–3     |
| FC Porto                 | 10–0   | FC Avenir Beggen         | 7–0   | 3–0     |
| SK Rapid Wien            | 2–3    | Galatasaray SK           | 1–0   | 1–3     |
| AS Roma                  | 2–1    | FC Dunav                 | 2–0   | 0–1     |
| FC Torpedo Moscou        | 5–2    | SSC Napoli               | 4–1   | 1–1     |
| SK VOEST Linz            | 2–4    | Vasas SC                 | 2–0   | 0–4     |
| FK Vojvodina             | 1–3    | AEK Atenes FC            | 0–0   | 1–3     |
| BSC Young Boys           | 2–4    | Hamburger SV             | 0–0   | 2–4     |
| Athlone Town AFC         | 4–2    | Vålerenga                | 3–1   | 1–1     |
| FK Inter Bratislava      | 8–2    | Reial Saragossa          | 5–0   | 3–2     |
| ÍBK Keflavík             | 0–6    | Dundee United FC         | 0–2   | 0–4     |
| Levski-Spartak Sofia     | 7–1    | Eskişehirspor            | 3–0   | 4–1     |
| Sliema Wanderers FC      | 2–5    | Sporting CP              | 1–2   | 1–3     |

## Segona ronda
| Equip 1                  | Global | Equip 2              | Anada | Tornada |
| ------------------------ | ------ | -------------------- | ----- | ------- |
| MSV Duisburg             | 4–4(c) | Levski-Spartak Sofia | 3–2   | 1–2     |
| Athlone Town AFC         | 0–3    | AC Milan             | 0–0   | 0–3     |
| FC Carl Zeiss Jena       | 1–1(p) | Stal Mielec          | 1–0   | 0–1     |
| Dundee United FC         | 2–3    | FC Porto             | 1–2   | 1–1     |
| Galatasaray SK           | 2–7    | FC Torpedo Moscou    | 2–4   | 0–3     |
| Hertha BSC Berlin        | 2–4    | Ajax Amsterdam       | 1–0   | 1–4     |
| Budapest Honvéd FC       | 2–3    | Dynamo Dresden       | 2–2   | 0–1     |
| FK Inter Bratislava      | (c)3–3 | AEK Atenes FC        | 2–0   | 1–3     |
| Ipswich Town FC          | 3–4    | Club Brugge          | 3–0   | 0–4     |
| FC Spartak Moscou        | 3–0    | 1. FC Köln           | 2–0   | 1–0     |
| Östers IF                | 1–2    | AS Roma              | 1–0   | 0–2     |
| Reial Societat           | 1–9    | Liverpool FC         | 1–3   | 0–6     |
| Estrella Roja de Belgrad | 1–5    | Hamburger SV         | 1–1   | 0–4     |
| Slask Wroclaw            | 3–2    | R. Antwerp FC        | 1–1   | 2–1     |
| Vasas SC                 | 4–3    | Sporting CP          | 3–1   | 1–2     |
| S.S. Lazio               | 0–7    | FC Barcelona         | 0–3   | 0–4     |

## Tercera ronda
| Equip 1             | Global | Equip 2              | Anada | Tornada |
| ------------------- | ------ | -------------------- | ----- | ------- |
| Ajax Amsterdam      | 3–3(p) | Levski-Spartak Sofia | 2–1   | 1–2     |
| FC Barcelona        | 4–1    | Vasas SC             | 3–1   | 1–0     |
| Club Brugge         | 2–0    | AS Roma              | 1–0   | 1–0     |
| Dynamo Dresden      | 4–3    | FC Torpedo Moscou    | 3–0   | 1–3     |
| Hamburger SV        | 3–2    | FC Porto             | 2–0   | 1–2     |
| FK Inter Bratislava | 1–2    | Stal Mielec          | 1–0   | 0–2     |
| Slask Wroclaw       | 1–5    | Liverpool FC         | 1–2   | 0–3     |
| AC Milan            | 4–2    | FC Spartak Moscou    | 4–0   | 0–2     |

## Quarts de final
| Equip 1        | Global | Equip 2              | Anada | Tornada |
| -------------- | ------ | -------------------- | ----- | ------- |
| FC Barcelona   | 8–5    | Levski-Spartak Sofia | 4–0   | 4–5     |
| Club Brugge    | 3–2    | AC Milan             | 2–0   | 1–2     |
| Dynamo Dresden | 1–2    | Liverpool FC         | 0–0   | 1–2     |
| Hamburger SV   | 2–1    | Stal Mielec          | 1–1   | 1–0     |

## Semifinals
| Equip 1      | Global | Equip 2      | Anada | Tornada |
| ------------ | ------ | ------------ | ----- | ------- |
| FC Barcelona | 1–2    | Liverpool FC | 0–1   | 1–1     |
| Hamburger SV | 1–2    | Club Brugge  | 1–1   | 0–1     |

## Final
| Equip 1      | Global | Equip 2     | Anada | Tornada |
| ------------ | ------ | ----------- | ----- | ------- |
| Liverpool FC | 4–3    | Club Brugge | 3–2   | 1–1     |

| Campió de la Copa de la UEFA 1975-76 |
| ------------------------------------ |
| Liverpool FC Segon títol             |